# Baseball-Weltmeisterschaft der Frauen 2004
Die Baseball-Weltmeisterschaft der Frauen 2004 war die erste Auflage dieses Baseball-Wettbewerbs für Frauen und fand vom 30. Juli bis zum 8. August 2004 in Edmonton statt. Gespielt wurde im „Telus Field“. Am Turnier nahmen insgesamt fünf Mannschaften teil, Indien und Bulgarien hatten sich zwar angemeldet zogen ihre Teilnahme vor Beginn der Weltmeisterschaft zurück.
Den Titel holte sich die Mannschaft aus den Vereinigten Staaten.

## Teilnehmer
nach Kontinenten (in Klammer Anzahl der Teilnahmen)
| 0 aus Europa                  |                |                        |  |
| 2 aus Nord- und Mittelamerika | Kanada (1)     | Vereinigte Staaten (1) |  |
| 0 aus Südamerika              |                |                        |  |
| 0 aus Afrika                  |                |                        |  |
| 2 aus Asien                   | Japan (1)      | Chinesisch Taipeh (1)  |  |
| 1 aus Ozeanien                | Australien (1) |                        |  |

## Vorrunde
Die beste Mannschaft nach der Vorrunde spielt gegen die Vierte, die Zweite gegen die Dritte im Halbfinale. Die beiden Gewinner spielen das Finale aus. Bei Punktgleichheit in der Tabelle entscheidet die Direktbegegnung.

### Tabelle
| Pl. | Mannschaft         | S | N | Pzt.  |
| --- | ------------------ | - | - | ----- |
| 1.  | Kanada             | 3 | 1 | 0.750 |
| 2.  | Vereinigte Staaten | 3 | 1 | 0.750 |
| 3.  | Australien         | 2 | 2 | 0.500 |
| 4.  | Japan              | 2 | 2 | 0.500 |
| 5.  | Chinesisch Taipeh  | 0 | 4 | 0.000 |

(Endstand)

### Ergebnisse
| Datum     | Zeit  | Stadion               | Begegnung          | Begegnung | Begegnung          | Ergebnis |
| --------- | ----- | --------------------- | ------------------ | --------- | ------------------ | -------- |
| 30. Juli  | 15:00 | Telus Field, Edmonton | Chinesisch Taipeh  | –         | Australien         | 5:7      |
| 30. Juli  | 19:30 | Telus Field, Edmonton | Kanada             | –         | Japan              | 8:10 (8) |
| 31. Juli  | 15:00 | Telus Field, Edmonton | Chinesisch Taipeh  | –         | Japan              | 4:5 (9)  |
| 31. Juli  | 19:05 | Telus Field, Edmonton | Australien         | –         | Vereinigte Staaten | 1:5      |
| 1. August | 19:05 | Telus Field, Edmonton | Vereinigte Staaten | –         | Japan              | 5:4 (9)  |
| 2. August | 19:05 | Telus Field, Edmonton | Vereinigte Staaten | –         | Kanada             | 1:2      |
| 3. August | 19:05 | Telus Field, Edmonton | Japan              | –         | Australien         | 1:7      |
| 4. August | 19:05 | Telus Field, Edmonton | Kanada             | –         | Chinesisch Taipeh  | 3:2      |
| 5. August | 15:00 | Telus Field, Edmonton | Vereinigte Staaten | –         | Chinesisch Taipeh  | 8:1      |
| 5. August | 19:05 | Telus Field, Edmonton | Australien         | –         | Kanada             | 0:5      |

## Finalrunde

### Halbfinale
| Datum     | Zeit  | Stadion               | Begegnung  | Begegnung | Begegnung          | Ergebnis |
| --------- | ----- | --------------------- | ---------- | --------- | ------------------ | -------- |
| 7. August | 15:00 | Telus Field, Edmonton | Australien | –         | Vereinigte Staaten | 2:12 (6) |
| 7. August | 19:05 | Telus Field, Edmonton | Japan      | –         | Kanada             | 3:1 (8)  |

### Spiel um Platz 3
| Datum     | Zeit  | Stadion               | Begegnung  | Begegnung | Begegnung | Ergebnis |
| --------- | ----- | --------------------- | ---------- | --------- | --------- | -------- |
| 8. August | 14:00 | Telus Field, Edmonton | Australien | –         | Kanada    | 3:8      |

### Finale
| Datum     | Zeit  | Stadion               | Begegnung | Begegnung | Begegnung          | Ergebnis |
| --------- | ----- | --------------------- | --------- | --------- | ------------------ | -------- |
| 8. August | 17:05 | Telus Field, Edmonton | Japan     | –         | Vereinigte Staaten | 0:2      |

## Auszeichnungen
Im Rahmen der Schlussfeier wurden bekannt gegeben welche Spielerinnen ins All Star Team gewählt wurden und wer die Turnierauszeichnungen gewonnen hat.
| Position          | Spielerin           |
| ----------------- | ------------------- |
| Pitcher           | Laura Purser-Rose   |
| Pitcher           | Hanami Watanabe     |
| Catcher           | Genevieve Beauchamp |
| Catcher           | Alex Sickinger      |
| First Base        | Samantha Magalas    |
| Second Base       | Laura Brenneman     |
| Third Base        | Chelsea Forkin      |
| Short Stop        | Yu Kawamoto         |
| Outfield          | Kim Braatz-Voisard  |
| Outfield          | Karine Gagné        |
| Outfield          | Melanie Harwood     |
| Designated Hitter | Katie Gaynor        |

| Auszeichnung                       | Spielerin         |
| ---------------------------------- | ----------------- |
| MVP                                | Laura Brenneman   |
| Bester Hitter                      | Shae Lillywhite   |
| Bester erreichter Laufdurchschnitt | Dominisha Britton |
| Bestes Win/Loss Verhältnis         | Ella Holien       |
| Meisten geschlagene Runs           | Melanie Harwood   |
| Meiste gestohlene Bases            | Miyuki Otomo      |
| Meiste Runs erzielt                | Karine Gagné      |
| Herausragende Defensiv-Spielerin   | Keri Lemasters    |